# Daniel Amokachi
Daniel Owefin Amokachi (Kaduna, 30 de dezembro de 1972) é um ex-futebolista e treinador de futebol nigeriano, que atuava como atacante.  Atualmente, é embaixador de futebol da seleção nigeriana.

## Carreira

### Futebol nigeriano
Conhecido como Touro por sua força física, Amokachi iniciou a carreira profissional em 1989, no Ranchers Bees, depois de passar pelas categorias de base do Kaduna United, em 1986. Pelos Bees, o atacante jogou até 1990.

### Carreira na Europa
Ainda em 1990, Amokachi foi jogar pelo Club Brugge, um dos principais clubes belgas. Em 4 temporadas, Jogou 81 partidas e marcou 35 gols. Em 1994, foi contratado por outra agremiação tradicional, o Everton. Ficou por 2 temporadas no time de Liverpool, onde atuou 43 vezes e fez 10 gols.
Em 1996, deixou a Inglaterra para jogar no Beşiktaş, pelo qual disputou 77 jogos e fez 19 gols. Ficou até 1999 no clube de Istambul, se afastando após várias lesões, que o impediram de jogar pelo Munique 1860 e de ser contratado por Tranmere Rovers e Manchester City. Amokachi chegou a assinar contrato de 1 ano com o Créteil-Lusitanos em 2001, porém nunca chegou a estrear pelo clube francês. Tentou ainda regressar ao futebol em 2002, pelo Colorado Rapids, onde também não conseguiu entrar em campo.

## Aposentadoria e carreira de técnico
Em 2005, aos 32 anos, Amokachi retornou à Nigéria para atuar no Nasarawa United, onde se aposentou. No ano seguinte, virou técnico da equipe.
Foi também auxiliar-técnico da Seleção Nigeriana e treinador interino entre 2014 e 2015. Por clubes, o ex-atacante treinou, além do Nasarawa United, o Enyimba, o Ifeanyi Ubah e o JS Hercules, da segunda divisão finlandesa.

## Seleção
Jogou pela Seleção Nigeriana durante toda a década de 1990. Foram, no total, 44 partidas com a camisa das Super Águias, fazendo 13 gols.

## Títulos
Nigéria
- Copa das Nações Africanas: 1994